# زياد الحواط
زياد حليم الحواط (23 فبراير 1977) هو سياسي لبناني ونائب عن القوات اللبنانية، وعمدة بلدية الجبيل اللبنانية.

## حياته
ولد زياد في جبيل، لبنان التي تعتبر أقدم مدينة مأهولة في العالم، لأبوين من مزرعة بني صعب (بشري). نشأ في المدينة مع أخيه نبيل وشقيقته زينة، تخرج زياد من كلية "ديس الفرير ماريستيس"، وتخصص في إدارة الأعمال في جامعة الروح القدس - الكسليك. وبعد تخرجه في عام 1998، عمل مع والده في شركة الحواط التجارية، وهي شركة استيراد وتصدير المنتجات الخشبية في لبنان والشرق الأوسط. عام 2009 تزوج من الآنسة كارين أبو خالد ولديه 3 أطفال هم حليم وماريا وصوفيا.

## مسيرته
سافر زياد إلى العراق والمملكة العربية السعودية، ثم بدأ في رسم خطة له ليكون أكثر انخراطًا في القطاع العام. في سن 33، قدم زياد اسمه للترشح لمنصب رئيس بلدية جبيل. في أيار 2010، انتهت الانتخابات وانتُخب زياد حواط رئيساً لبلدية جبيل، حاصلاً على أكبر عدد من الأصوات في تاريخ الانتخابات البلدية في جبيل. في عام 2010، أدى اليمين الدستورية كعمدة لمدينة جبيل.
في عام 2013، حصل زياد حواط على "وسام الاستحقاق الذهبي" من منظمة السياحة العالمية التابعة للأمم المتحدة لإنجازاته المتميزة، وشهادة التميز لجبيل كأفضل مدينة عربية سياحية لعام 2013. في مارس 2013، تعاون حواط مع متعاونين محليين ودوليين وقاموا بتنفيذ مخطط فرز النفايات للحفاظ على بيئة المدينة وحمايتها من التلوث. في خطوة أبعد في مارس 2014، أطلق حواط مشروعًا بقيمة 40 مليون يورو، بتمويل جزئي من جمهورية إيطاليا، ويهدف إلى إنشاء نظام صرف صحي يغطي مدن جبيل وعمشيت وبلات وإدة وكفرماشون وجدايل وحصرييل.
تمشيا مع رئاسته، لا يزال زياد رئيسًا لشركة حواط التجارية، ومصدر للمنتجات الخشبية في لبنان والشرق الأوسط، ورئيس مجلس إدارة شركة إي بي إم، ورئيس مجلس إدارة مصنع زينالين كيتشن. بالتوازي مع كل ما سبق، زياد عضو في الرابطة الدولية لرؤساء البلديات الفرنكوفونية وعضو في الجمعية اللبنانية المارونية. خلال فترة رئاسته، أطلق زياد عدة مشاريع، مثل: مبنى البلدية الجديد، وإعادة بناء واجهات السوق القديمة، والحديقة العامة بمساحة 12000 متر مربع، والتي حصلت على جائزة أكبر حديقة في لبنان، المدينة الرياضية، أفضل مدينة سياحية. عام 2016، أشجار عيد الميلاد (2013 - 2016) التي حصلت على اعتراف عالمي
في عام 2016، أعيد انتخاب زياد حواط رئيسًا لبلدية جبيل لفترة رئاسته ثانية. استقال من منصبه في تموز 2017، من أجل الترشح لمجلس النواب في الانتخابات اللبنانية العامة 2018. وفي مايو 2018 حصل أخيرًا على مقعد في البرلمان.